# Östergötlands runinskrifter 118
Runinskrift Ög 118 är en runsten som står rest på Slaka kyrkogård i Slaka socken och strax sydväst om Linköping i Östergötland. 

## Stenen
Stenen har suttit inmurad i den södra kyrkogårdsmuren men står sedan 1800-talet rest på kyrkogårdens södra del, på nära avstånd till Ög 121. Emellan runstenarna står en gravsten från 1600-talet. Ög 118 bär en normalruneristning med innehåll av stungna i-runor. Utifrån likheter i språk och i runslingornas utformning har det framhållits som sannolikt att den okände ristaren är densamme som skapat Ög 121.
Stenen kan utifrån sin formgivning med rakt avslutade skriftband dateras till 980-1015, stilen är KB i betydelsen korsbandsten, se vidare på runstensstilar. Den från runor translittererade och översatta inskriften följer nedan:

## Inskriften

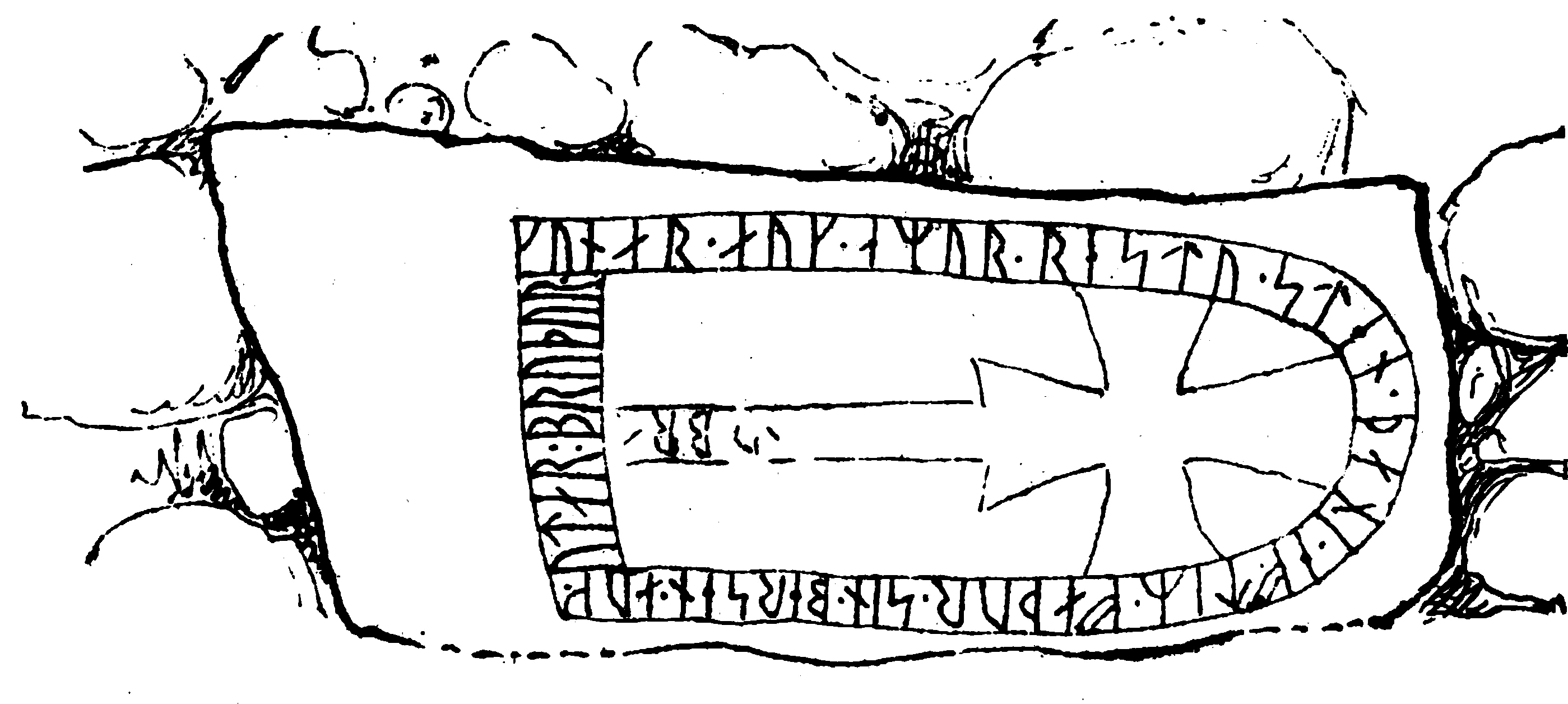
Runstenen där den låg inmurad i kyrkogårdsmuren. Teckning från omkring 1860.

Translitterering av runraden:
· kunar · auk · emikr · restu · sten · þana · eftiʀ · faþur · sin · bersen · auk · utar · bruþur · sin ·
Normalisering till runsvenska:
Gunnarr ok Hæmingʀ ræistu stæin þenna æftiʀ faður sinn Bergsvæin ok Ottar, broður sinn.
Översättning till nusvenska:
Gunnar och Hemming reste denna sten efter sin fader Bergsven och Ottar sin broder.